# Rubus parvus
Rubus parvus är en rosväxtart som beskrevs av J. Buch.. Rubus parvus ingår i släktet rubusar, och familjen rosväxter. Inga underarter finns listade i Catalogue of Life.